# Rio Darro
O rio Darro é um rio que percorre a província de Granada, sul de Espanha, afluente do rio Genil, que por sua vez desagua no rio Guadalquivir, pertencendo portanto às bacias hidrográficas destes rios.
É o rio que abastece de água a Alhambra, e dá nome a duas ruas de Granada. O Darro foi a espinha dorsal da Granada Muçulmana.
Nasce no município de Huétor Santillán, em uma zona conhecida como Fonte da Teja, na Serra da Alfaguara, embora seu nascimento principal esteja um pouco mais abaixo. É um rio pequeno mas de fluxo constante, mantendo seu nível médio incluso em épocas de grande seca. Até 1990 podiam encontrar trutas neste rio, mas se extinguiram quase por completo a meados desta década devido à grande seca que assolou a España, sendo muito difícil hoje em dia encontrar algum exemplar dessa espécie.
O nome darro, em Granada se usa como sinónimo de conduto de águas fecais, devido a uma vala desse nome e que, desde tempos antigos, servia para tal fim. O topónimo do rio se relaciona com a existência de ouro em seu leito, como já dizia Francisco Bermúdez de Pedraza, no ano de 1608: "Los latinos lo llamaron Dauro, derivado de Dat Aurum, porque da oro como afirma Lucio Marineo".[1] Até meados do século XX se podia encontrar gente a peneirar a areia do rio em busca de ouro.

## Referencias
1.↑ Bermúdez de Pedraza, Francisco: Antigüedad y excelencias de Granada, Impresor: Luis Sánchez, Madrid, 1608, pag. 17. Edición facsímil: Feria del Libro, Granada, 2000, ISBN 84-7807-279-9